# Osservatorio Steward
L'osservatorio Steward (in inglese Steward Observatory) è un osservatorio astronomico statunitense gestito dall'Università dell'Arizona.
La sede principale dell'osservatorio è nel campus dell'università ed è strettamente collegata al dipartimento di astronomia.
Fu fondato nel 1916 dal suo primo direttore, Andrew Ellicott Douglass, grazie alla donazione di 60.000 dollari di Lavinia Steward e dedicato alla memoria del defunto marito Henry B. Steward.
Lo Steward Observatory gestisce l'osservatorio internazionale del monte Graham, e diversi altri telescopi ottici, infrarossi e sub-millimetrici situati in altri osservatori dell'Arizona, come quelli di Kitt Peak e di Monte Lemmon.
Circa 300 persone lavorano allo Steward Observatory; un centinaio di queste sono scienziati (generalmente astronomi; ma anche fisici, informatici ed ingegneri) in possesso di un dottorato di ricerca; mediamente vi sono anche circa 40 studenti dei corsi di laurea o dottorato.
Lo Steward Observatory include molti gruppi di ricerca. Il Center for Astronomical Adaptive Optics è all'avanguardia nello sviluppo delle ottiche adattive. Il gruppo dell'infrarosso ha costituito lo strumento NICMOS per il telescopio spaziale Hubble; più di recente anche lo strumento MIPS (Multi-band Infrared Photometer for Spitzer) per il telescopio spaziale Spitzer.
Inoltre lo Steward Mirror Laboratory sviluppa nuove tecnologie per costruire specchi particolarmente grandi e leggeri, come le strutture a nido d'ape ed il cosiddetto spin-casting (in cui la forma dello specchio viene determinata centrifugando il materiale durante la sua fusione e solidificazione). Lo Steward Mirror Laboratory ha completato il secondo (ed ultimo) specchio per il Large Binocular Telescope nel settembre 2005; attualmente sta costruendo un prototipo  fuori asse da 8,4 m per il Giant Magellan Telescope (GMT); il progetto del GMT comprende 7 specchi in tutto, 6 dei quali  fuori asse; al termine della sua costruzione lo strumento dovrebbe avere un'apertura efficace di 21,4 m.

## Scoperte
- (308635) 2005 YU55